# Martti Marttelin
Martti Marttelin, född 18 juni 1897 i Nummis, död 1 mars 1940 i Leningrad, var en finländsk friidrottare.
Marttelin blev olympisk bronsmedaljör på maraton vid sommarspelen 1928 i Amsterdam.